# コンヤーズ男爵
コンヤーズ男爵（コンヤーズだんしゃく、英語: Baron Conyers）は、イングランド貴族の男爵位。1509年に創設され、2021年現在は4度目の停止状態になっている。

## 歴史
1509年3月17日にウィリアム・コンヤーズ(1468–1524)が議会召集令状を受ける形で創設された。以降息子クリストファー(?–1538)、孫ジョン(c. 1524–1557)へと継承されたが、3代男爵ジョンが死去すると、その娘3人の間で優劣をつけられず、爵位は停止状態になった。
3代男爵の次女エリザベス(?–1572)の息子コンヤーズ・ダーシー(1570–1653)は1641年に請願を出し、それが受け入れられた結果、コンヤーズは同年8月12日の特許状により継承権を「男系子孫」（the heirs male of his body）に限定する形でコンヤーズ男爵の継承を認められた。系譜学者ジョン・ホレス・ラウンドが1903年に調査したところによると、1644年7月に3代男爵の三女キャサリン（Katherine）の孫娘アン（Anne）が死去したことで、停止状態が法律上でも解消されたが、コンヤーズ・ダーシーがそのように主張しなかったため、コンヤーズ男爵の継承状態が複雑化する原因になった。コンヤーズ男爵の継承者以降男系子孫による継承が4代続き、1778年に4代男爵の来孫ロバート(1718–1778)が死去すると、その娘アメリア(1754–1784)が法律上コンヤーズ男爵位を継承した。ただし、アメリア自身はコンヤーズ男爵の継承権を知らず、その存命中にコンヤーズ男爵の称号を用いたことはなかった。アメリアの死後は息子ジョージ・ウィリアム・フレデリック・オズボーン(1775–1838)が爵位を継承し、1798年4月27日の貴族院裁定によりジョージは第10代コンヤーズ男爵として承認された。アメリアによる継承は1641年の特許状での継承権規定に違反するが、1798年の調査では1641年の特許状が見つからず、また停止状態が法律上1644年に解消されたこともあってジョージによる爵位継承が認められたという。その後、貴族院特権委員会は1903年の裁定で1641年の特許状が停止状態の解消のみを定め、継承権を男系子孫に限定する条項を無効とした。
10代男爵の息子である11代男爵フランシス・ジョージ・ゴドルフィン・ダーシー＝オズボーン(1798–1859)は息子がおらず、妹シャーロット・メアリー・アン・ジョージアナ(1801–1836)の息子サックヴィル・ジョージ・レーン＝フォックス(1827–1888)が12代男爵となった。12代男爵は息子に先立たれたため、コンヤーズ男爵位は娘2人の間で停止状態になった。
1892年6月8日、12代男爵の長女マーシア・アメリア・メアリー・ペラム(1863–1926)が13代女男爵として継承する形でコンヤーズ男爵位の停止状態が解消された。13代女男爵の息子にあたる14代男爵サックヴィル・ジョージ・ペラムの死後、コンヤーズ男爵位は娘2人の間で停止状態になり、2012年に次女（ジューン）・ウェンディ・ペラム（(June) Wendy Pelham、1924年 – 2012年）が死去すると、長女ダイアナ・メアリー・ミラー(1920–2013)が継承する形で解消された。2013年にダイアナ・メアリーが死去すると、コンヤーズ男爵位はその娘2人の間で停止状態になった。

## コンヤーズ男爵（1509年）
- 初代コンヤーズ男爵ウィリアム・コンヤーズ（英語版）（1468年 – 1524年）
- 第2代コンヤーズ男爵クリストファー・コンヤーズ（1538年没）
- 第3代コンヤーズ男爵ジョン・コンヤーズ（英語版）（1524年ごろ – 1557年）
  - 1557年に停止、1641年に解消
- 第7代ダーシー・ド・ネイス男爵・第4代コンヤーズ男爵コンヤーズ・ダーシー（英語版）（1570年 – 1653年）
- 初代ホルダーネス伯爵・第8代ダーシー・ド・ネイス男爵・第5代コンヤーズ男爵コンヤーズ・ダーシー（英語版）（1599年 – 1689年）
- 第2代ホルダーネス伯爵・第9代ダーシー・ド・ネイス男爵・第6代コンヤーズ男爵コンヤーズ・ダーシー（英語版）（1622年 – 1692年）
  - コンヤーズ卿ジョン・ダーシー（1659年 – 1689年）
- 第3代ホルダーネス伯爵・第10代ダーシー・ド・ネイス男爵・第7代コンヤーズ男爵ロバート・ダーシー（1681年 – 1721年）
- 第4代ホルダーネス伯爵・第11代ダーシー・ド・ネイス男爵・第8代コンヤーズ男爵ロバート・ダーシー（1718年 – 1778年）
- 第12代ダーシー・ド・ネイス女男爵・第9代コンヤーズ女男爵アメリア・オズボーン（1754年 – 1784年）
- 第6代リーズ公爵・第13代ダーシー・ド・ネイス男爵・第10代コンヤーズ男爵ジョージ・ウィリアム・フレデリック・オズボーン（1775年 – 1838年）
- 第7代リーズ公爵・第14代ダーシー・ド・ネイス男爵・第11代コンヤーズ男爵フランシス・ジョージ・ゴドルフィン・ダーシー＝オズボーン（1798年 – 1859年）
- 第15代ダーシー・ド・ネイス男爵・第12代コンヤーズ男爵サックヴィル・ジョージ・レーン＝フォックス（1827年 – 1888年）
  - サックヴィル・フィッツロイ・ヘンリー・レーン＝フォックス閣下（1861年 – 1879年）
  - 1888年に停止、1892年に解消
- 第13代コンヤーズ女男爵・第7代フォーコンバーグ女男爵マーシア・アメリア・メアリー・ペラム（英語版）（1863年 – 1926年）
- 第5代ヤーバラ伯爵・第14代コンヤーズ男爵・第8代フォーコンバーグ男爵サックヴィル・ジョージ・ペラム（英語版）（1888年 – 1948年）
  - 1948年に停止、2012年に解消
- 第11代メルトラ女伯爵・第15代コンヤーズ女男爵・第9代フォーコンバーグ女男爵ダイアナ・メアリー・ミラー（英語版）（1920年 – 2013年）
  - 2013年に停止